# Sejerø Sogn
Sejerø Sogn er et sogn i Kalundborg Provsti (Roskilde Stift). 
I 1800-tallet var Sejerø Sogn et selvstændigt pastorat. Det hørte til Skippinge Herred i Holbæk Amt. Sejerø sognekommune blev ved kommunalreformen i 1970 indlemmet i Bjergsted Kommune, der ved strukturreformen i 2007 indgik i Kalundborg Kommune.
I Sejerø Sogn findes Sejerø Kirke.
I sognet findes følgende autoriserede stednavne:
- Holmen (bebyggelse).
- Kongstrup (bebyggelse, ejerlav).
- Lydebjerg (bebyggelse).
- Mastrup (bebyggelse, ejerlav).
- Nordby (bebyggelse).
- Sejerby (bebyggelse, ejerlav).
- Sejerø (areal).
- Skagelse Huk (areal).
- Snerpe (bebyggelse).
- Sønderby (bebyggelse).
- Tadebæk (bebyggelse).
- Vandkær (bebyggelse).